# Villas de Santa María
Villas de Santa María är en ort i Mexiko.   Den ligger i kommunen San Andrés Tuxtla och delstaten Veracruz, i den sydöstra delen av landet, 400 km öster om huvudstaden Mexico City. Villas de Santa María ligger 256 meter över havet och antalet invånare är 236.
Terrängen runt Villas de Santa María är huvudsakligen kuperad, men den allra närmaste omgivningen är platt. Runt Villas de Santa María är det ganska tätbefolkat, med 83 invånare per kvadratkilometer. Närmaste större samhälle är San Andres Tuxtla, 4,4 km nordväst om Villas de Santa María. Omgivningarna runt Villas de Santa María är en mosaik av jordbruksmark och naturlig växtlighet.